# كأس إفريقيا للأندية البطلة 1996
كأس أفريقيا للأندية البطلة 1996 هي النسخة 32 من دوري أبطال أفريقيا .
توج الزمالك المصري بالكأس على حساب شوتينغ ستارز النيجري.

## الدور التمهيدي
| الفريق الأول     | إجم.      | الفريق الثاني              | مباراة الذهاب | مباراة الإياب |
| ---------------- | --------- | -------------------------- | ------------- | ------------- |
| توفا كوتونوو ‏    | مرشح أوحد | مايتي بارولي ‏              | 0–0           | —             |
| نادي سانت جورج   | 2–2 (a)   | Sunshine FC                | 1–0           | 1–2           |
| Boavista         | dq1       | ASC Sonalec                | —             | —             |
| فورسز آرميز ‏     | مرشح أوحد | نادي مانيما ‏               | 0–4           | —             |
| نادي بوستل 2000 ‏ | 3–1       | شومينتوس ‏                  | 2–0           | 1–1           |
| فوبار ‏           | 1–2       | مبابان هيكلانلرز ‏          | 0–0           | 1–2           |
| سان دوني ‏        | 10–1      | ماجانتجا ‏                  | 7–0           | 3–1           |
| نادي إكسبريس     | 2–3       | Sunrise Flacq United       | 1–0           | 1–3           |
| يانغ أفريكانز    | 1–3       | نادي الجيش الوطني الرواندي | 1–0           | 0–3           |
| تاونشيب رولرز    | 2–5       | نادي بلاك أفريكا           | 2–1           | 0–4           |

## دور ال 32
| الفريق الأول                | إجم.      | الفريق الثاني              | مباراة الذهاب | مباراة الإياب |
| --------------------------- | --------- | -------------------------- | ------------- | ------------- |
| النادي المكناسي             | 2–2 (a)   | نادي سيماسي ‏               | 1–0           | 1–2           |
| أسفا ينينغا                 | 2–5       | أشانتي غولد                | 1–4           | 1–1           |
| شبيبة القبائل               | 4–1       | Boavista                   | 2–0           | 2–1           |
| أسيك أبيدجان                | 5–0       | نادي بوستل 2000 ‏           | 4–0           | 1–0           |
| نادي دياراف                 | 1–1 (a)   | نادي كالوم ستار            | 0–0           | 1–1           |
| شوتينغ ستارز                | 5–2       | نادي مانغاسبورت            | 4–0           | 1–2           |
| نادي ديناموز                | 2–0       | نادي غور مايا              | 1–0           | 1–0           |
| موفوليرا ووندرز ‏            | 4–0       | مبابان هيكلانلرز ‏          | 3–0           | 1–0           |
| أورلاندو بيراتس             | 4–3       | سان دوني ‏                  | 2–0           | 2–3           |
| نادي الزمالك                | 4–3       | Sunrise Flacq United       | 3–1           | 1–2           |
| إيه أس باتوس ‏               | 1–2       | نادي الجيش الوطني الرواندي | 1–0           | 0–2           |
| بترو إتليتيكو               | 3–1       | نادي بلاك أفريكا           | 2–0           | 1–1           |
| نادي الهلال                 | 0–1       | نادي سانت جورج             | 0–0           | 0–1           |
| النادي الرياضي الصفاقسي     | مرشح أوحد | مايتي بارولي ‏              | —             | —             |
| ديبورتيفو مابوتو الموزمبيقي | مرشح أوحد | أياكس كيب تاون             | —             | —             |
| ريسينغ دي بافوسام ‏          | 1-11      | نادي مانيما ‏               | 1–1           | —             |

## دور ال 16
| الفريق الأول               | إجم.      | الفريق الثاني               | مباراة الذهاب | مباراة الإياب |
| -------------------------- | --------- | --------------------------- | ------------- | ------------- |
| النادي الرياضي الصفاقسي    | 3–1       | نادي سانت جورج              | 3–0           | 0–1           |
| النادي المكناسي            | 1–0       | أشانتي غولد                 | 1–0           | 0–0           |
| شبيبة القبائل              | 1–0       | نادي مانيما ‏                | 0–0           | 1–0           |
| أسيك أبيدجان               | 1–1 (a)   | نادي دياراف                 | 1–1           | 0–0           |
| شوتينغ ستارز               | 6–4       | نادي ديناموز                | 5–1           | 1–3           |
| موفوليرا ووندرز ‏           | 1–2       | أورلاندو بيراتس             | 1–1           | 0–1           |
| نادي الزمالك               | مرشح أوحد | ديبورتيفو مابوتو الموزمبيقي | —             | —             |
| نادي الجيش الوطني الرواندي | 2–3       | بترو إتليتيكو               | 2–0           | 0–3           |

## ربع النهائي
| الفريق الأول    | إجم.    | الفريق الثاني | مباراة الذهاب | مباراة الإياب |
| --------------- | ------- | ------------- | ------------- | ------------- |
| أورلاندو بيراتس | 1–1 3–4 | شوتينغ ستارز  | 1–0           | 0–1           |
| بترو إتليتيكو   | 1–2     | شبيبة القبائل | 1–1           | 0–1           |
| الزمالك         | 4–2     | المكناسي      | 2–0           | 2–2           |
| الصفاقسي        | 6–3     | نادي دياراف   | 5–0           | 1–3           |

## نصف النهائي
| الفريق الأول | إجم.    | الفريق الثاني | مباراة الذهاب | مباراة الإياب |
| ------------ | ------- | ------------- | ------------- | ------------- |
| الصفاقسي     | 1–1 3–4 | الزمالك       | 1–0           | 0–1           |
| شوتينغ ستارز | 2–1     | شبيبة القبائل | 1–0           | 1–1           |

## النهائي

### الذهاب
|  | شوتينغ ستارز | 2 – 1 | الزمالك |  |

### الإياب
|  | الزمالك | 2 – 1 (3 – 3 إجم.) (5 – 4 ج) | شوتينغ ستارز |  |